# Gare d'Euston
Pour les articles homonymes, voir Euston.
Ne doit pas être confondu avec Euston (métro de Londres).
La gare d’Euston (dite aussi gare de Londres Euston) est l'une des grandes gares ferroviaires de Londres (Royaume-Uni), située dans le quartier de Camden, dans le centre-nord de la capitale britannique. C'est l'une des 70 gares du réseau ferroviaire britannique gérées par Network Rail, dont les bureaux se trouvent au-dessus de la gare.
Elle permet des correspondances avec la station Euston et par une station voisine, Euston Square, du métro de Londres.

## Histoire
Bien que le bâtiment de la gare soit d'un style architectural international moderne, la gare d'Euston fut la première gare de grandes lignes construite à Londres.

### L'ancienne gare

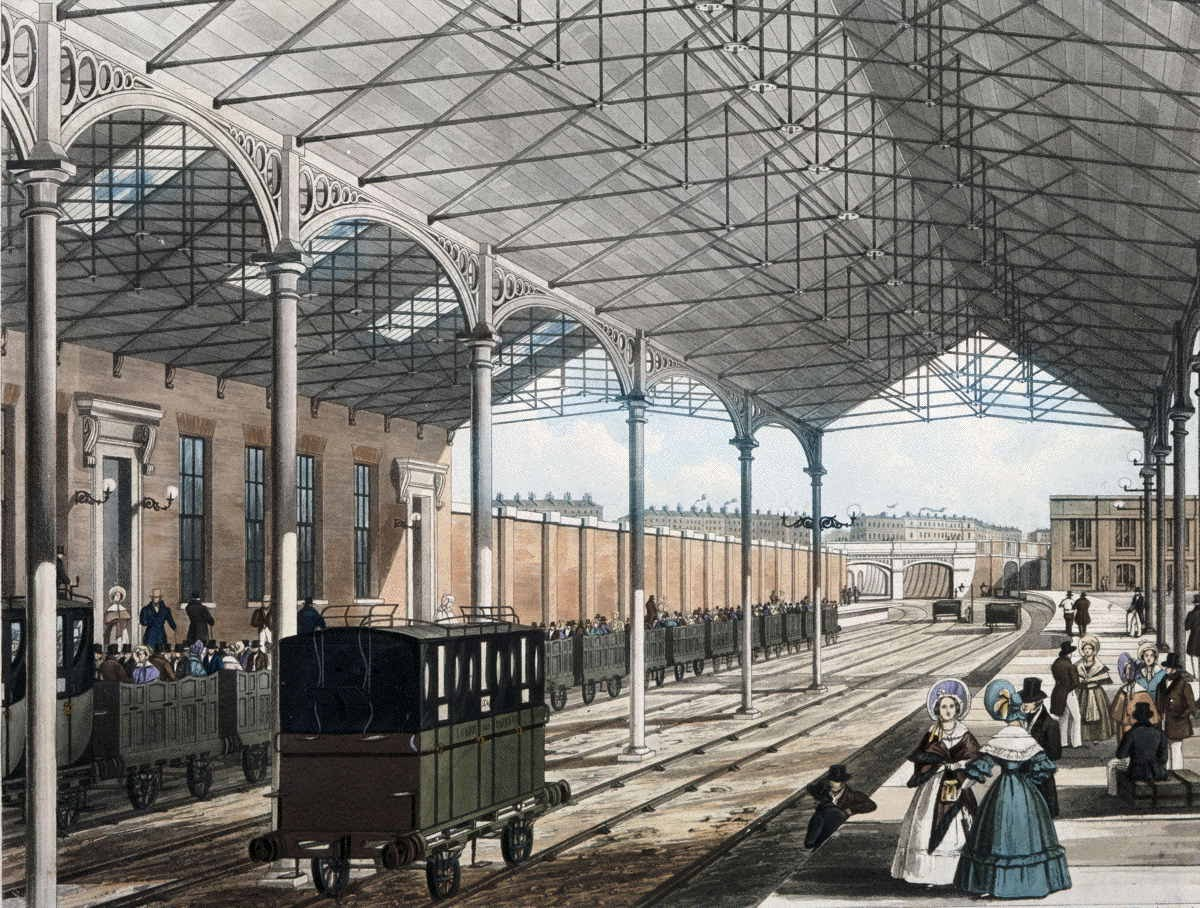
Gravure ancienne de la gare de Euston montrant le toit de fer forgé de 1837. Noter les voitures ouvertes.

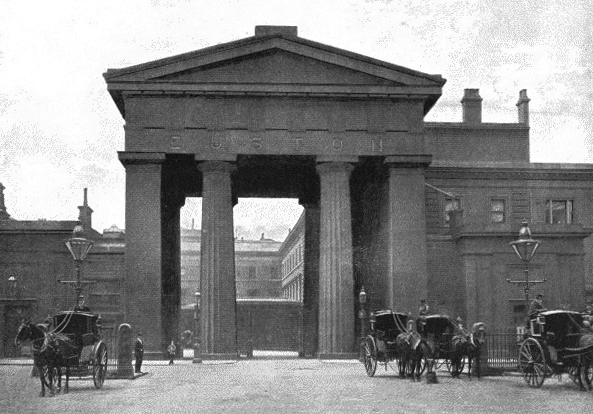
L'« Arc d'Euston » en 1896.

La gare d'origine fut mise en service le 20 juillet 1837, comme terminus de la ligne  Londres-Birmingham et construite par Robert Stephenson. Elle fut dessinée par un architecte renommé de formation classique, Philip Hardwick, avec une halle de 61 m de long, conçue par l'ingénieur Charles Fox. Au début, elle n'avait que deux quais, l'un pour les départs, et l'autre pour les arrivées. Un arc de style dorique de 22 mètres de haut — dessiné par Hardwick — fut érigé à l'entrée de la gare pour servir de portique ; il fut connu sous le nom d'Arc d'Euston.
Jusqu'en 1844, les trains devaient être tirés au sommet de la colline jusqu'à Camden Town au moyen de câbles, la puissance des locomotives à vapeur étant insuffisante pour leur permettre de gravir la pente.
La gare a été rapidement agrandie au cours des années suivantes pour suivre la croissance du trafic. Elle fut étendue notamment dans les années 1840, avec l'ouverture en 1849 de la spectaculaire Grande Halle (dessinée par le fils de Hardwick, Philip Charles Hardwick), dans un style classique. Elle avait 38,1 m de long, 18,6 de large et 18,9 de haut), avec un plafond à caissons et une double volée d'escaliers conduisant aux bureaux à l'extrémité nord de la halle. La gare était située plus loin dans Euston Road que la façade de l'ensemble moderne. Elle était sur Drummond Street (se terminant maintenant sur le côté de la gare), qui allait alors jusqu'à l'avant de la gare. Une courte rue, appelée Euston Road reliait Euston Square à l'arc. Deux hôtels, l'hôtel Euston et l'hôtel Victoria flanquaient la moitié nord de cette artère. 
La gare et le chemin de fer qu'elle desservait ont connu plusieurs changements de direction, devenant successivement la propriété du London and North Western Railway (1846-1922), puis du London, Midland and Scottish Railway (1923-1947), de British Rail (1947-1994), de Railtrack (1994-2001) et pour finir de Network Rail (depuis 2001).

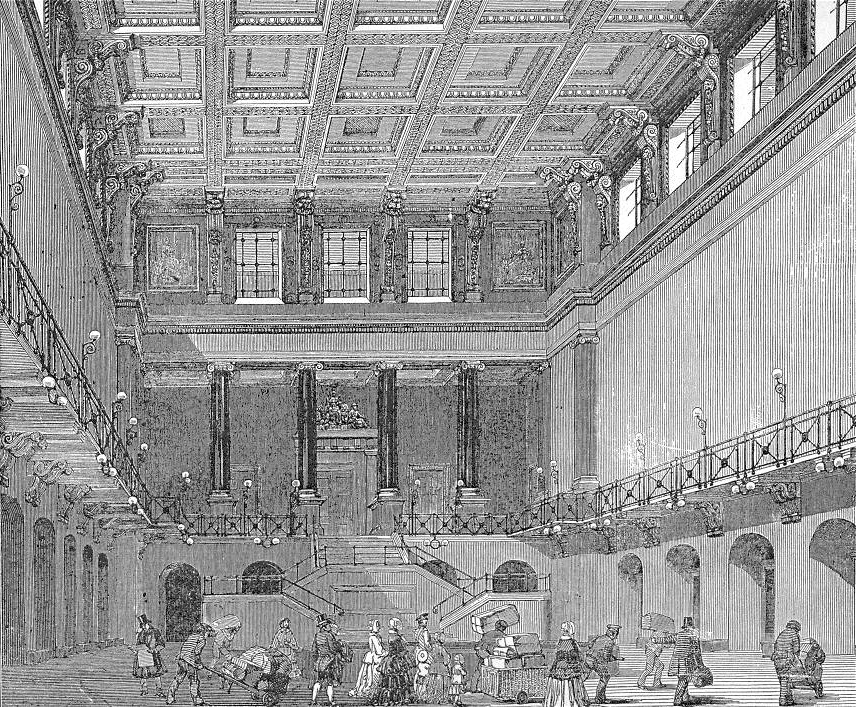
L'ancienne grande halle.
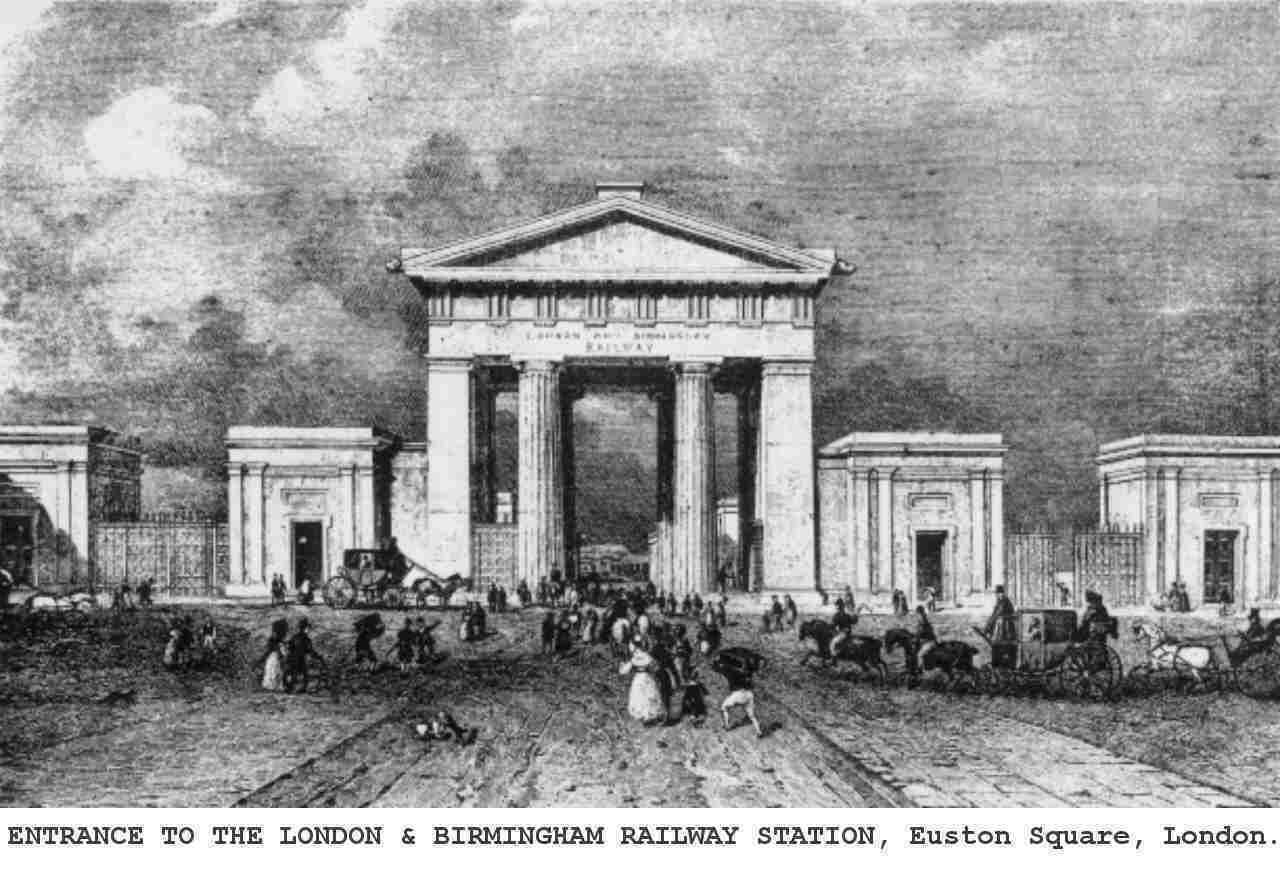
L'« Arc d'Euston » : entrée d'origine de la gare d'Euston, telle qu'élargie vers 1851.
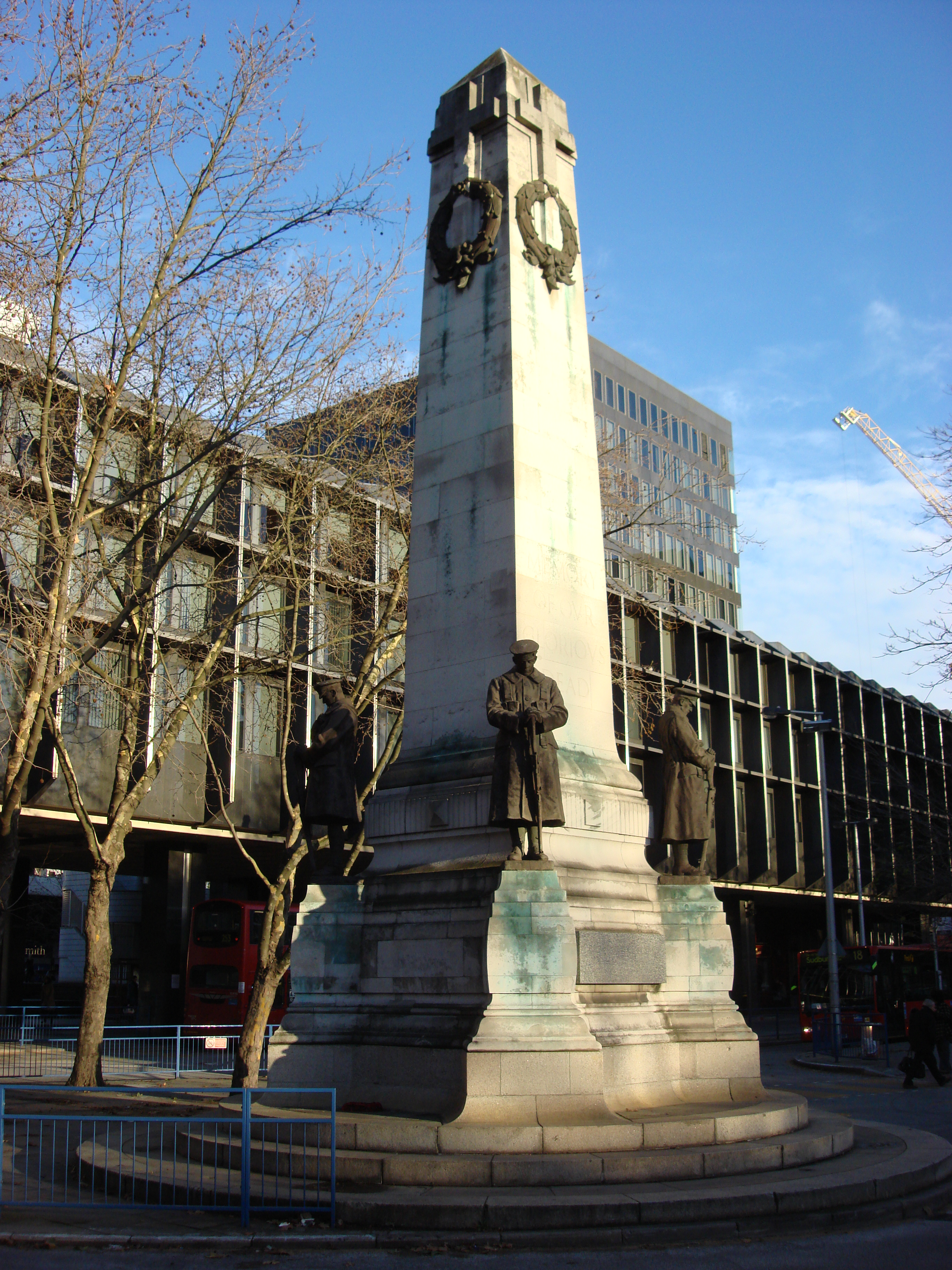
LNWR War Memorial.
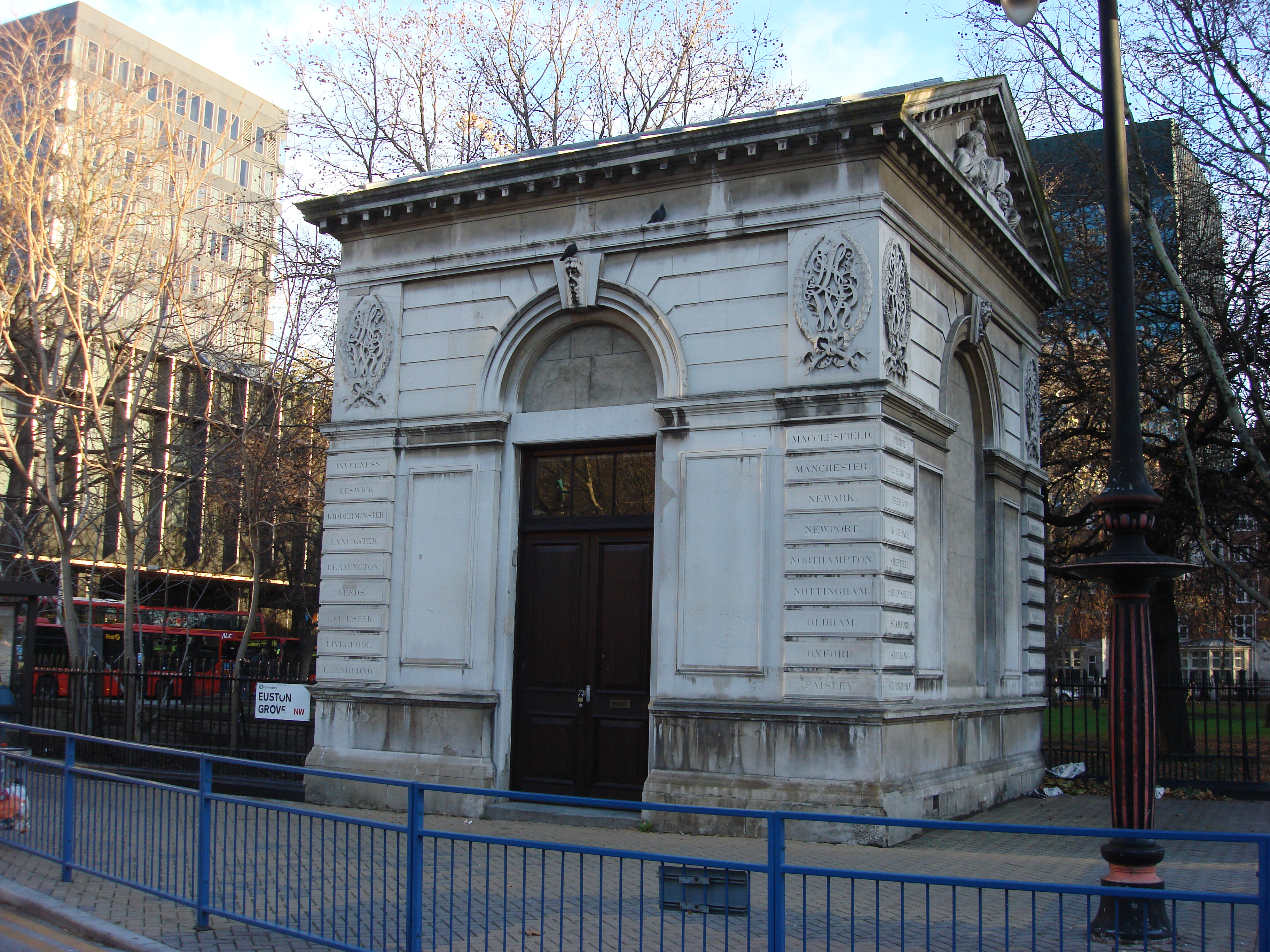
LNWR Portland stone entrance lodge.

### Nouvelle construction

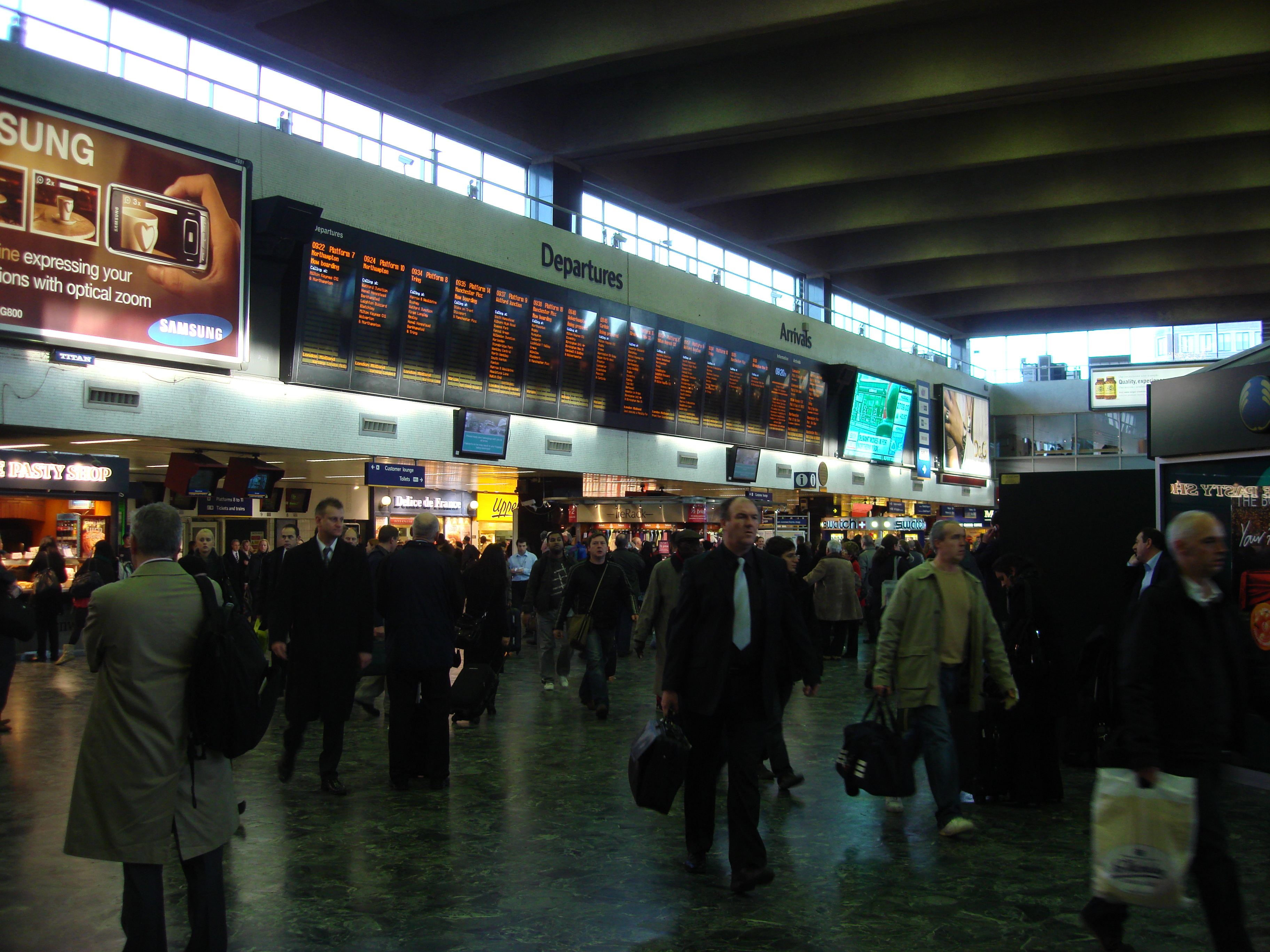
La salle des pas perdus de la gare d'Euston

Au début des années 1960, il fut décidé de reconstruire l'ancienne gare, qui n'était plus adaptée aux besoins du trafic. Le vieux bâtiment de la gare (y compris l'Arc d'Euston (en)) fut démoli en 1962, au milieu de nombreuses protestations du public, et remplacé par une nouvelle construction, mise en service en 1968. Cette ouverture coïncida avec l'électrification de la West Coast Main Line, et la nouvelle structure fut délibérément conçue pour symboliser l'arrivée de l'« ère de l'électricité ».
La destruction de l'ancienne gare contribua à renforcer les mouvements de protection de l'environnement en Grande-Bretagne, qui s'étaient auparavant focalisés sur la conservation de demeures aristocratiques, d'architecture pittoresque et de paysages encore intacts. La destruction de l'ancienne gare de Pennsylvanie à New York avait eu un impact comparable.
La gare moderne est beaucoup plus une création de l'architecture des années 1960. C'est une structure longue et basse avec une façade de quelque 200 mètres. Le bâtiment de la gare comprend deux tours de bureaux qui donnent sur les rues adjacentes, Melton Street et Eversholt Street, et sont le siège de Network Rail. Toutes ces constructions ont un style fonctionnel, avec comme matériau principal de façade de la pierre noire polie, complétée par des tuiles blanches, des surfaces en béton et des vitrages. La gare a une seule salle des pas perdus, constituée des habituelles boutiques et stands de restauration, distincte de la halle où se trouvent les quais. Quelques petits vestiges de l'ancienne gare ont été conservés, près d'Euston Road, mais n'ont guère satisfait tous ceux que la perte de l'ancien bâtiment avait choqués. La façade de la gare est cachée par un immeuble de bureaux et une gare de bus.

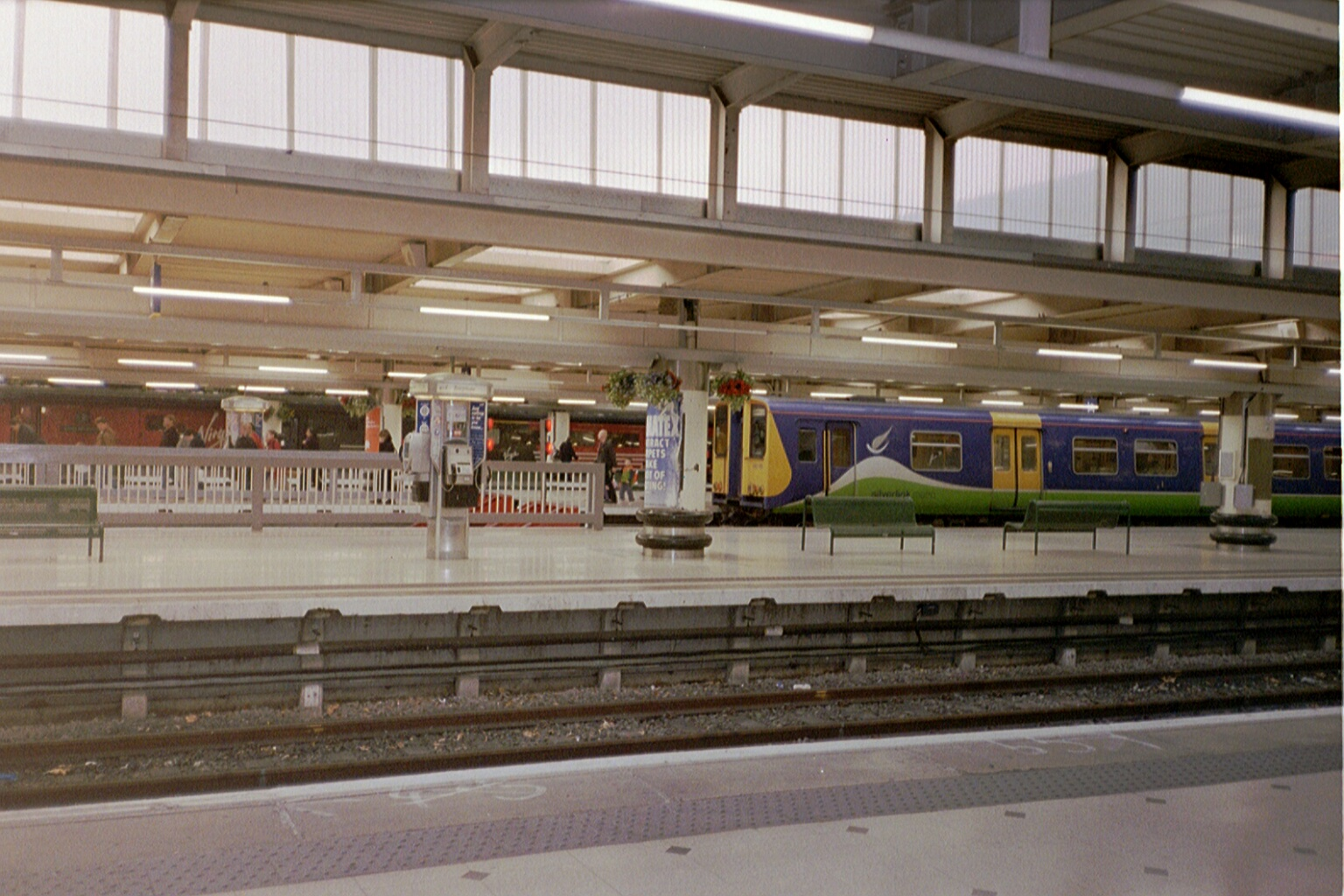
The present-day trainshed
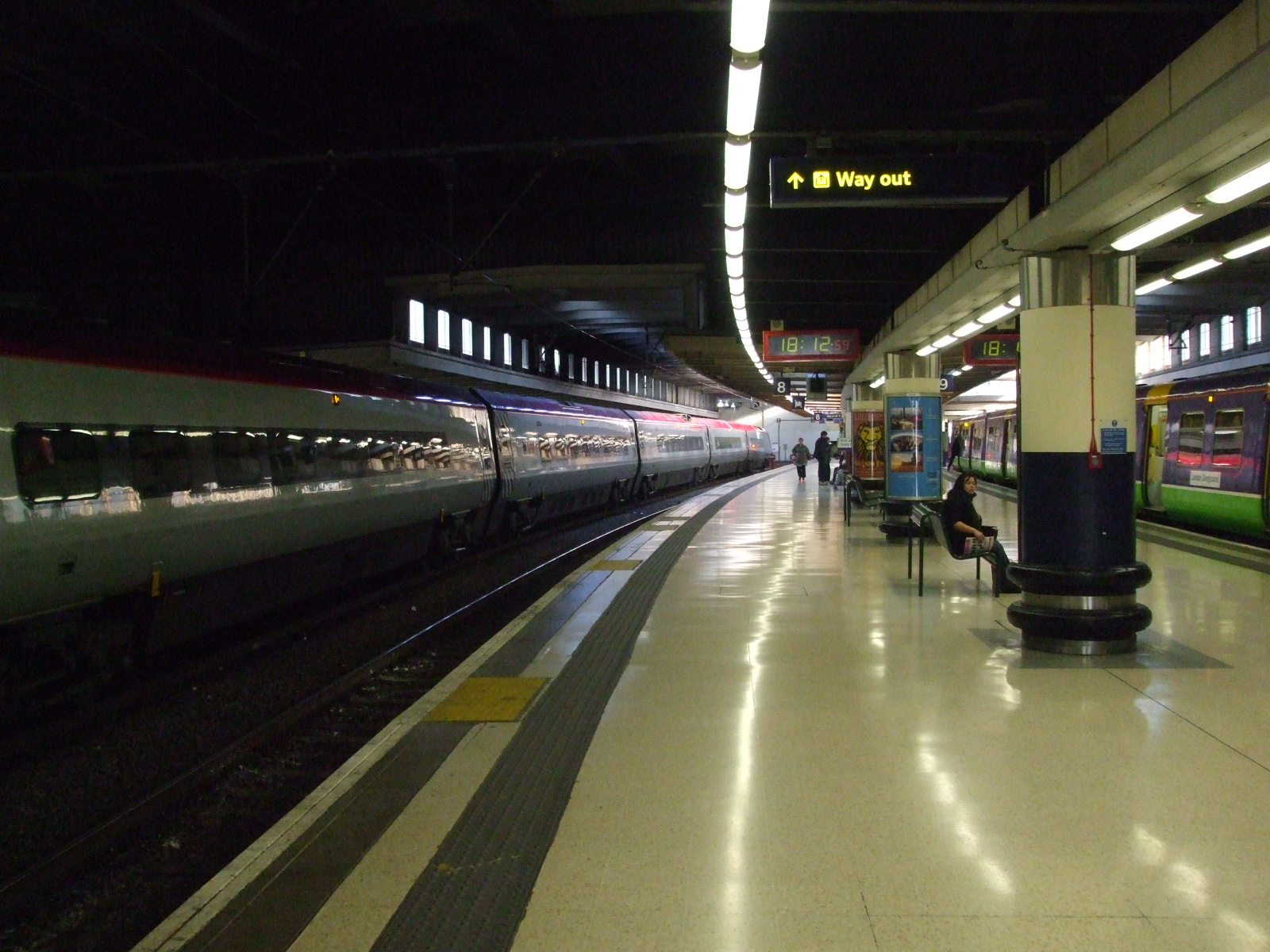
Platform at night
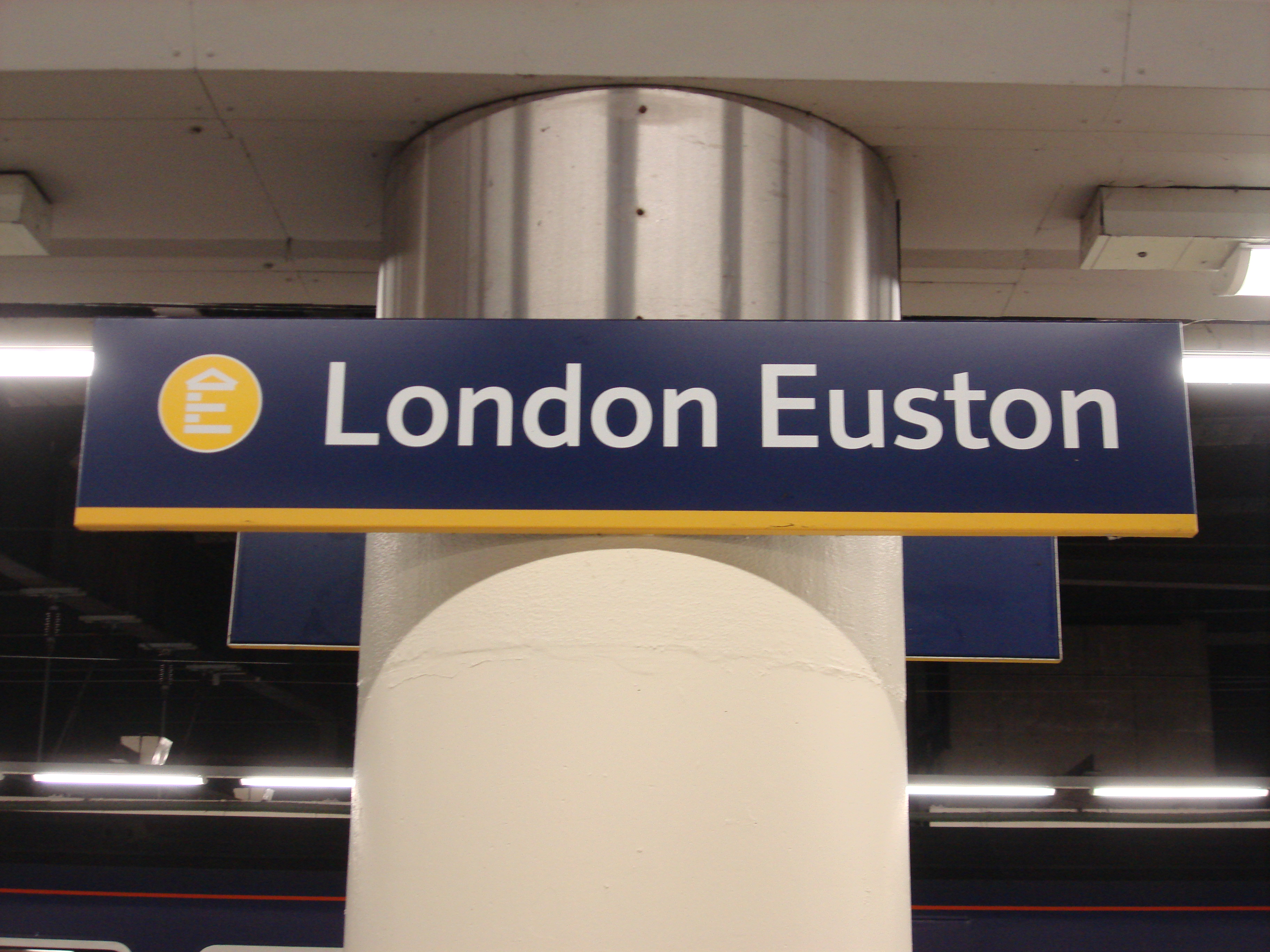
Station signage
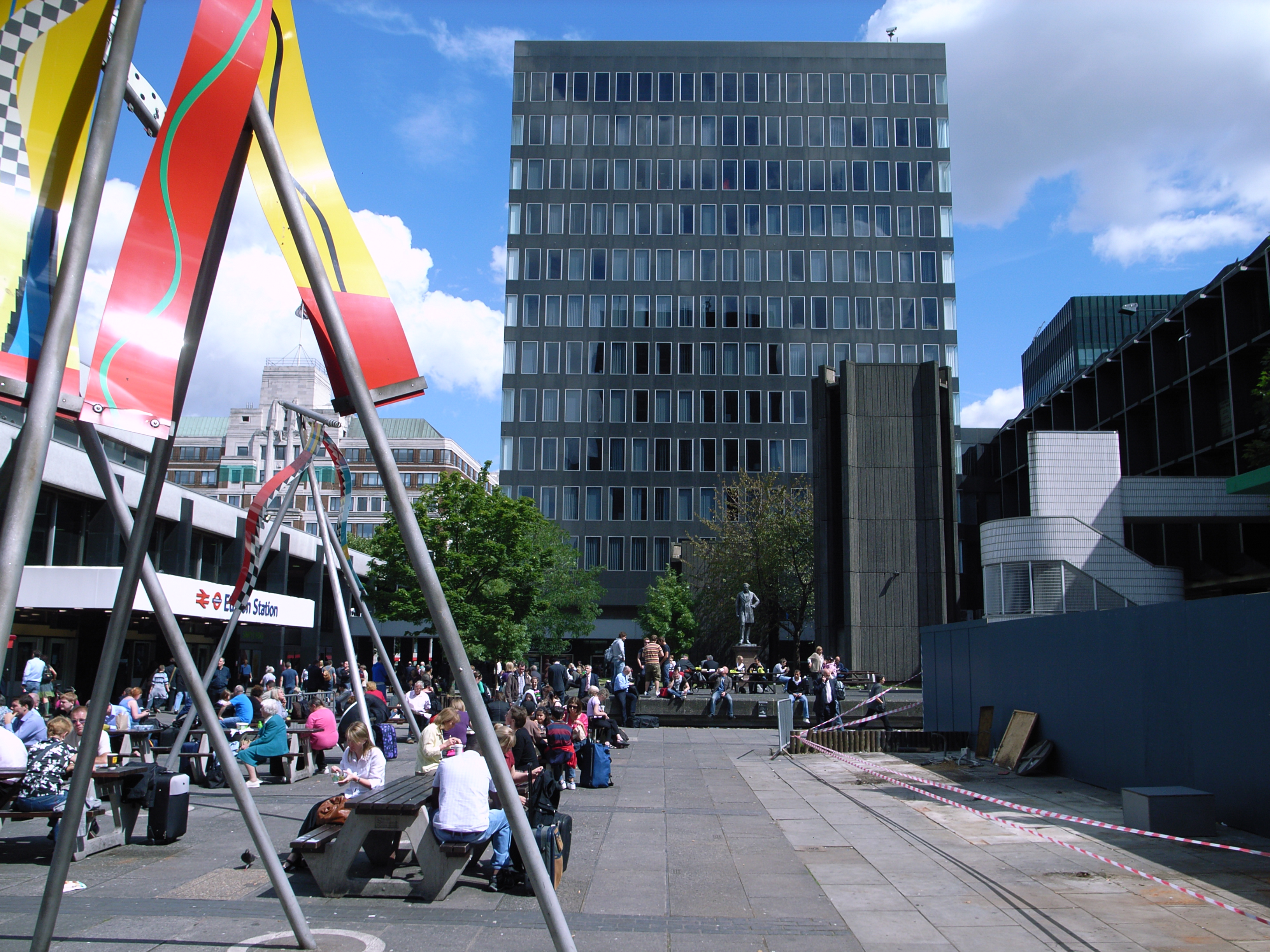
Euston station and associated offices

#### Critiques
Les rampes que les voyageurs doivent emprunter pour descendre de la salle des pas perdus au niveau des quais donnent un sentiment de claustrophobie à beaucoup de gens et la halle des trains est basse de plafond, sans rapport avec le style aérien des grandes halles ferroviaires du XIXe siècle à Londres. L'extérieur de la halle, privée de fenêtres et couverte uniformément de brique noire et de métal corrodé, est plus digne d'une construction industrielle que d'un des principaux bâtiment de la capitale. Le square orné de béton devant l'entrée principale de la gare est un lieu de rassemblement des clochards (qui fréquentent aussi la salle des pas perdus de la gare elle-même).

### Privatisation
À la suite de la privatisation des chemins de fer dans les années 1990, le service des trains fut pris en charge par des entreprises privées, sur la base de concessions (franchises). La gare elle-même a été reprise par Railtrack, puis transférée à Network Rail. En 2005, Network Rail a annoncé son intention de réaménager la gare à long terme, en supprimant les constructions des années 1960 et en dégageant un vaste espace commercial par la réutilisation de l'espace au-dessus des quais, mais il existe par ailleurs de nombreux projets de bureaux à Londres dont la programmation est plus avancée, aussi ce projet n'avancera vraisemblablement pas avant de nombreuses années.

## Service des voyageurs

### Desserte

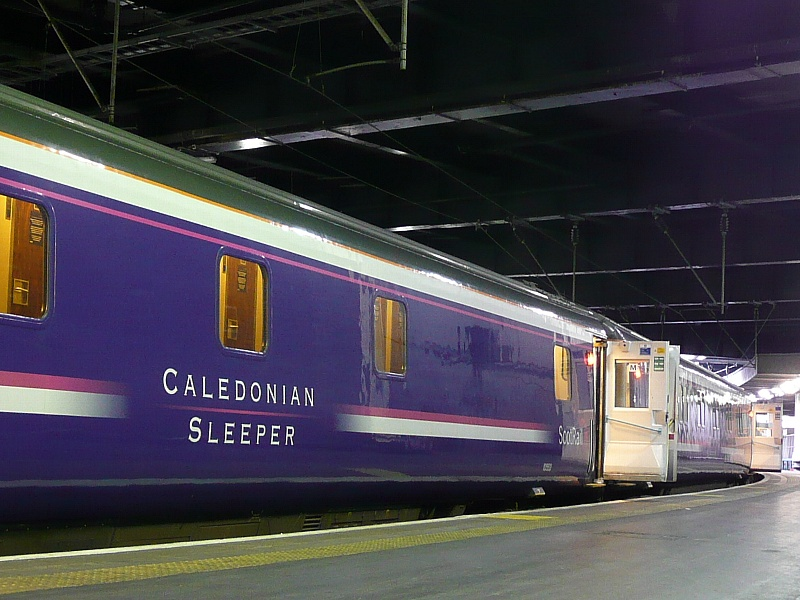
Train de nuit vers l'Écosse Caledonian Sleeper en gare d'Euston à Londres.

Cette gare est le terminus sud de la West Coast Main Line (ligne principale de la côte Ouest) desservie par des trains rapides reliant le centre et le nord-ouest de l'Angleterre, le nord du pays de Galles et l'ouest de l'Écosse, comme Milton Keynes, Northampton, Coventry, Birmingham, Stoke-on-Trent, Manchester, Liverpool, Preston, Carlisle, Holyhead et Glasgow, ainsi que par des trains omnibus régionaux. Les trains sont exploités par Avanti West Coast, London Midland et London Overground. First ScotRail exploite également des trains de nuits Caledonian Sleeper composés de voiture-lits vers l'Écosse (Édimbourg, Glasgow, Aberdeen, Inverness, Fort William). Avant 2019, les trains étaient exploités par Virgin Trains, mais son franchise termine cette année.
La gare d'Euston est, à Londres, le principal point de départ vers Dublin. La ligne passe par Crewe, Chester et arrive au port gallois de Holyhead. À Holyhead, deux compagnies maritimes, Irish Ferries et Stena Line, assurent la traversée vers le port de Dublin. Le Dublin Bus permet ensuite de gagner l'une des deux gares principales, Dublin Connolly.

### Intermodalité
La gare d'Euston est directement reliée par la station Euston, située sous la gare, et desservie par les lignes Victoria et Northern du métro de Londres. La station Euston Square, sur les lignes Circle, Hammersmith & City et Metropolitan est à courte distance à pied de la gare, dans Euston Road.